# 渡辺清彦 (植物学者)
渡辺 清彦（わたなべ きよひこ、1900年4月5日 - 2000年2月7日）は日本の植物学者である。第二次世界大戦中に日本占領下のマレーシアのペナン植物園の園長を務めた。

## 略歴
静岡県森町に生まれた。父親は小学校長である。旧制掛川中学校、第八高等学校を経て、東京帝国大学の植物学科で学んだ。新設された旧制広島高等学校の教授を務め、1941年に陸軍司政官として日本が占領したマレーシアのペナン植物園の園長として派遣された。戦後は静岡大学を経て、千葉大学の教授となり、定年まで勤め、和洋女子大学の教授も務めた。1942年から1945年のペナン植物園の園長をしていたときに書き溜めた植物の図2200枚にE・J・H・コーナー（E. J. H. Corner; 『思い出の昭南博物館』の著者）らが説明をつけた『図説　熱帯植物集成』などを出版した。
サトイモ科の Typhonium watanabei J.Murata, Sookch. & Hett. に献名された。

## 著作
- 『南方圏有用植物圖説 第壹編藥用植物』馬來軍政監部、1944年。
- 『南方圏有用植物圖説  第貮編食用植物』昭南植物園、1945年（390頁まで、391頁以降）
- 『植物分類学〈種子植物〉』(1966年)
- 『図説熱帯植物集成』(英: Illustrated Guide to Tropical Plants) E. J. H. Cornerと共著 (廣川書店、1969年) NCID BN0140779X
- 『図集熱帯圏と南半球の種子植物』(1981年)
- 『図説熱帯植物集成』(1983年)